# Barkovci
Barkovci byli významný aristokratický rod ve starověkém Kartágu. Jeho členové prosluli svým nepřátelstvím vůči Římanům v první a zejména ve druhé punské válce. V období mezi těmito konflikty vedli výboje v jižní a východní Ibérii, kde po ztrátě Sicílie vytvořili novou punskou zámořskou říši. Nabyté bohatství a prestiž umožnily jejich frakci udržovat si rozhodující vliv na vládu v domovské obci po dobu několika desetiletí. Zakladatelem rodu se stal Hamilkar Barkas, od jehož přízviska se odvozuje název dynastie. Zásluhou jeho nejstaršího syna Hannibala dosáhla moc Kartága svého největšího územního rozsahu.

## Původ jména
Jméno rodu pochází z řeckého slova Barkas (latinsky Barca). Tento výraz byl zřejmě odvozen z punského slova podobného semitskému brq (vyslovováno „baraq“), což znamená „blesk“. Římský básník Silius Italicus uvádí, že prapředkem Barkovců byl bratr Didony, mytické zakladatelky Kartága, jménem Barkas. Tato legenda se rozšířila patrně teprve za života Hamilkara nebo jeho synů. Jméno Barkovců má svůj původ nejspíše v přízvisku Hamilkara Barky, které si vysloužil svými vojenskými operacemi na Sicílii.

## Významní členové
Hamilkar Barkas
Hamilkar Barkas se dostal do popředí za první punské války, když v roce 247 př. n. l. obdržel velení nad kartaginským vojskem bojujícím na Sicílii proti Římanům. Po šesti letech válčení se musel vrátit ze Sicílie do Kartága, neboť Římané v bitvě u Aegatských ostrovů rozhodli válku ve svůj prospěch. Kartáginci museli vzápětí čelit nebezpečné vzpouře žoldnéřů v severní Africe. Hamilkarovi náležel zásadní podíl na záchraně Kartága, díky čemuž se jeho frakce etablovala jako vůdčí politická síla ve městě. V roce 237 př. n. l. se vydal do Ibérie a během série tažení si podrobil rozsáhlé území na jihu této země. Získal přitom ohromnou kořist a obnovil punskou moc, citelně oslabenou předchozími konflikty. Zároveň upevnil dominantní postavení Barkovců a jejich stoupenců v Kartágu. Prořímský historik Polybios tvrdí, že Hamilkar usiloval o dobytí Ibérie, aby mohl využít jejích zdrojů proti Římanům. Jeho hněv vůči nim, sdílený jeho nástupci, a touha po pomstě měly přispět k rozpoutání druhé punské války. Moderní badatelé ale tuto hypotézu, vykreslující Kartágo jako agresora a Barkovce jako původce války, nepovažují za přesvědčivou.
Ve stejném roce, kdy se Hamilkar ujal velení na Sicílii, se narodil jeho nejstarší syn Hannibal. Po něm přišli na svět dva mladší synové: Hasdrubal a Mago. Kromě nich měl Hamilkar pravděpodobně také tři dcery. Jednu provdal za kartaginského aristokrata Bomilkara. Jejich syn Hanno se zúčastnil výpravy do Itálie vedené svým bratrancem Hannibalem. Další z dcer se stala manželkou Hamilkarova obdivovatele, numidského prince Naravase, čímž si během žoldnéřské války zajistil jeho spojenectví.
Hasdrubal
Po Hamilkarově smrti na válečné výpravě v zimě 229 až 228 př. n. l. přešlo velení na jeho třetího zetě a důležitého politického spojence Hasdrubala. Ten pokračoval ve výbojích svého předchůdce a založil Nové Kartágo (dnešní Cartagena), působivé hlavní město punské říše v Ibérii. Zde ho zřejmě v roce 225 př. n. l. zastihlo poselstvo z Říma, s nímž uzavřel smlouvu stanovující řeku Ebro za nejzazší hranici kartaginské expanze na poloostrově.
Římský dějepisec Quintus Fabius Pictor uvádí, že Hasdrubal jednal při správě podmaněných území zcela podle své vůle a na kartaginskou vládu se nijak neohlížel. Někteří současní autoři spatřují v založení Nového Kartága důkaz, že Barkovci vytvořili v Ibérii fakticky samostatné království. Tomu by nasvědčovala i skutečnost, že razili vlastní mince zobrazující portréty osob považovaných za členy rodu. Podle opačných názorů vystupovali barkovští generálové i nadále jako zástupci Kartága, byť značná vzdálenost mateřského města jim dovolovala vykonávat svoji enormní moc relativně nezávisle.
Hannibal

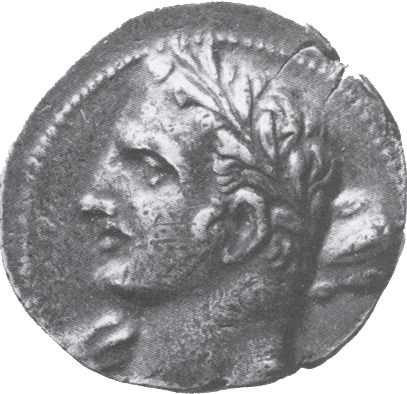
Kartaginská mince znázorňující zřejmě Hannibala zpodobněného jako Héraklés

Hasdrubalovo zavraždění v roce 221 př. n. l. přivedlo do čela punského vojska v Ibérii jeho švagra Hannibala. Stejně jako jeho předchůdce pojal i Hannibal za manželku ženu iberského původu. Nedlouho po převzetí velení podnikl úspěšná tažení ve střední části poloostrova a o dva roky později oblehl Saguntum.
Pád tohoto města posloužil Římanům jako záminka k vyhlášení druhé punské války. Hannibal vytáhl v roce 218 př. n. l. s vojskem do Itálie a překročil Alpy. Poté uštědřil svým nepřátelům řadu drtivých porážek, završených bitvou u Kann v roce 216 př. n. l. Mnoho dosavadních římských spojenců se po bitvě přidalo ke Kartágincům, díky čemuž mohl Hannibal vytvořit vlastní spojenecký svazek na jihu Apeninského poloostrova. Jeho úspěchy způsobily, že Kartágo téměř dosáhlo hegemonie v západním Středomoří, neboť ovládalo rozlehlé oblasti severní Afriky, jižní polovinu Ibérie a velkou část Itálie.
Navzdory tomu nedokázal vybojovat úplné vítězství a dobýt Řím. Poučeni dřívějšími nezdary vyhýbali se totiž Římané přímému střetnutí s ním a místo toho postupně eliminovali jeho spojence. Tím se jim podařilo Hannibala izolovat a nakonec zatlačit až na samotný okraj Itálie. Také na ostatních bojištích v Ibérii, na Sicílii a Sardinii se konflikt vyvíjel pro Puny nepříznivě. Společně s válečnými nezdary pozvolna upadala někdejší neotřesitelná dominance Barkovců v kartaginském senátu. Vylodění Římanů v Africe přimělo Hannibala k návratu do rodného města. V roce 202 př. n. l. jim však podlehl v bitvě u Zamy, načež Kartágo kapitulovalo.
Po válce se Hannibalovi podařilo opět získat vedoucí postavení v Kartágu, čehož využil k uskutečnění zásadních politických a ekonomických reforem. Jeho političtí protivníci se ale spojili s Římany a donutili ho k odchodu do vyhnanství, v němž po několika letech pronásledování nepřáteli spáchal sebevraždu.
Hasdrubal Barkas
Na počátku druhé punské války pověřil Hannibal svého mladšího bratra Hasdrubala velením nad vojskem v Ibérii. Hasdrubalův úkol spočíval v obraně země před Římany, kteří se vylodili na severovýchodě poloostrova. Vedle toho musel čelit povstání iberských poddaných Barkovců. Třebaže se k němu postupem času připojovali i jiní kartaginští velitelé, ani s jejich pomocí nezvládl vypudit římské útočníky a zastavit jejich postup. Po ztrátě Nového Kartága v roce 209 př. n. l. a dalším nezdaru v následujícím roce se odhodlal k dlouho odkládané výpravě do Itálie za Hannibalem. Římané ho ale v roce 207 př. n. l. porazili a zabili v bitvě u Metauru.
Mago
Hannibalův nejmladší bratr Mago ho doprovázel do Itálie a jako jeho podřízený měl jistý podíl na počátečních vítězstvích nad Římany. Vláda v Kartágu ho později vyslala v čele posil do Ibérie, kde válčil společně s Hasdrubalem. V roce 206 př. n. l. se zúčastnil bitvy u Ilipy, v níž Římané zdolali Kartágince a ukončili jejich vládu v Ibérii. Mago se ještě pokusil rozdmýchat válku vpádem do severní Itálie. V boji nicméně utrpěl vážné zranění, jemuž při zpáteční plavbě do Kartága podlehl.

### Prameny
- APPIÁNOS. Zrod římského impéria: římské dějiny. Praha: Svoboda, 1986
- LIVIUS. Dějiny IV, V. Praha: Svoboda, 1973, 1975
- POLYBIOS. Dějiny I, II, III. Praha: Arista, Baset, Maitrea, TeMi CZ, 2008, 2008, 2011. ISBN 978-80-86410-56-2 ISBN 978-80-86410-60-9 ISBN 978-80-86410-62-3